# Monterrey (Casanare)
Monterrey es un municipio ubicado en el departamento de Casanare, se encuentra localizado aproximadamente a 105 km al sur occidente de la ciudad de Yopal capital del departamento de Casanare, Colombia; sobre territorios quebrados en los que sobresalen como accidentes orográficos los conocidos por los nombres de las lomas de Monserrate y la cuchilla de Palmicha, correspondientes al relieve de la vertiente oriental de la cordillera Oriental, que en esta jurisdicción, por su conformación topográfica, presenta los pisos térmicos cálido y medio, regados por las aguas de los ríos Guafal, Los Hoyos, Túa y Tacuya, además de las de numerosos caños como el caño grande, quebradas y corrientes menores como la roca y el leche miel.

## División Político-Administrativa
Además de su Cabecera municipal. Monterrey tiene bajo su jurisdicción los siguientes Centros poblados:
- Brisas del Llano
- El Porvenir
- La Estrella
- La Horqueta
- Palonegro
- Villa Carola

## Historia

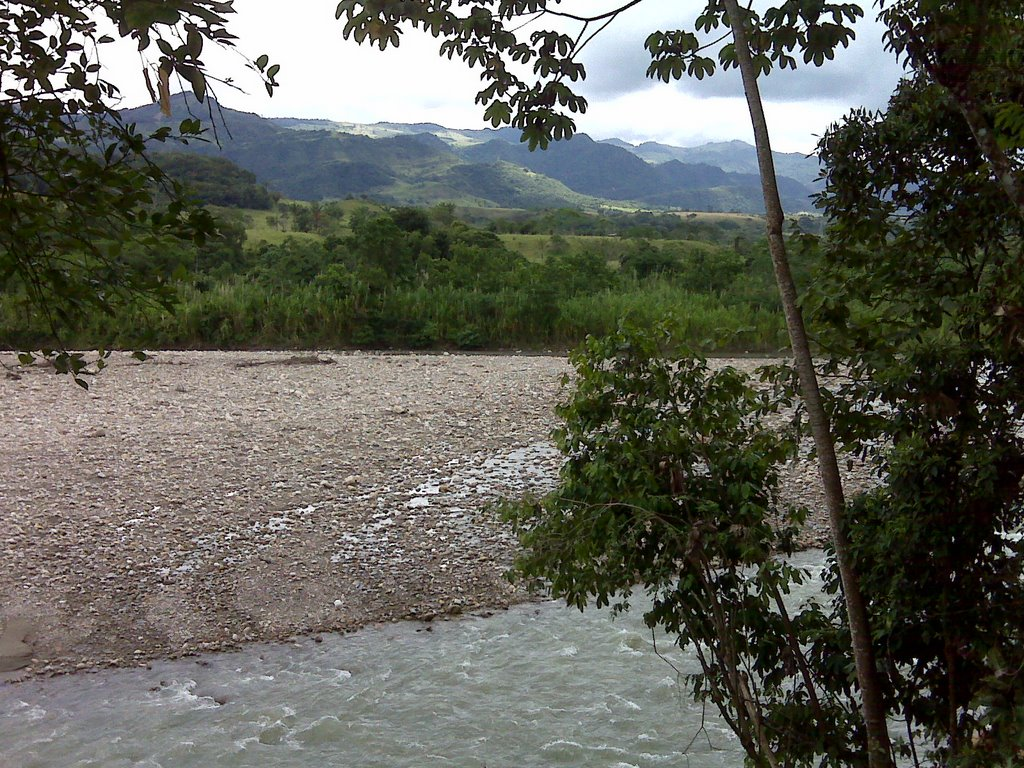
Río Túa.

Antes de la conquista española el territorio boyacense era asiento de la civilización chibcha, la cual en sus manifestaciones de organización social, cultural y productiva era la más desarrollada del país. Su nombre se origina del vocablo chibcha Bojacá que significa "cercano del cacique o región de la manta real". Una vez conquistada América, el gobierno fue ejercido por el gobernador general nombrado directamente por el rey. Después de varios siglos de dominación española y tras arduas y heroicas batallas se obtuvo la libertad definitiva en la batalla del Puente de Boyacá, donde el 7 de agosto de 1819 las tropas al mando del libertador Simón Bolívar se impusieron sobre los españoles.
La Constitución de Cúcuta en 1821 dividió el país en departamentos, éstos en provincias, las provincias en cantones y estos últimos en parroquias; así inició su vida como entidad administrativa el departamento de Boyacá integrado por las provincias de Tunja, Pamplona, Socorro y Casanare. Por virtud de la Ley del 15 de junio de 1857, Boyacá obtuvo su creación como Estado soberano formado por las provincias de Tunja, Tundama, Casanare, los cantones de Chiquinquirá y Vélez; según la Ley del 31 de octubre del mismo año se crearon 4 departamentos, Tunja con 42 distritos, Tundama con 46, Casanare con 21 y Oriente con 6.
Mediante la Constitución de Rionegro en 1863 las divisiones administrativas de Boyacá sufrieron varias modificaciones y según la Ley 10 del mismo año se adoptó una nueva división en 6 departamentos: Casanare, Tundama, Norte, Occidente, Oriente y Centro.
La Constitución de 1886, de carácter centralista, dividió el país en departamentos, éstos en provincias y las provincias en municipios; las provincias fueron suprimidas en 1911 por Decreto Ejecutivo n.º 306 y varios municipios le fueron segregados para constituir la comisaría de Arauca; posteriormente los municipios pertenecientes a la Orinoquia formaron la intendencia de Casanare, siendo su territorio anexado nuevamente al departamento de Boyacá hasta el año de 1973, cuando de nuevo se le segregó.
Fue fundado el 6 de septiembre de 1953, fue erigido como Municipio en 1960. Su extensión es de 879,57 km², y cuenta con una población aproximada de 14.831 habitantes.

## Geografía

### Ubicación

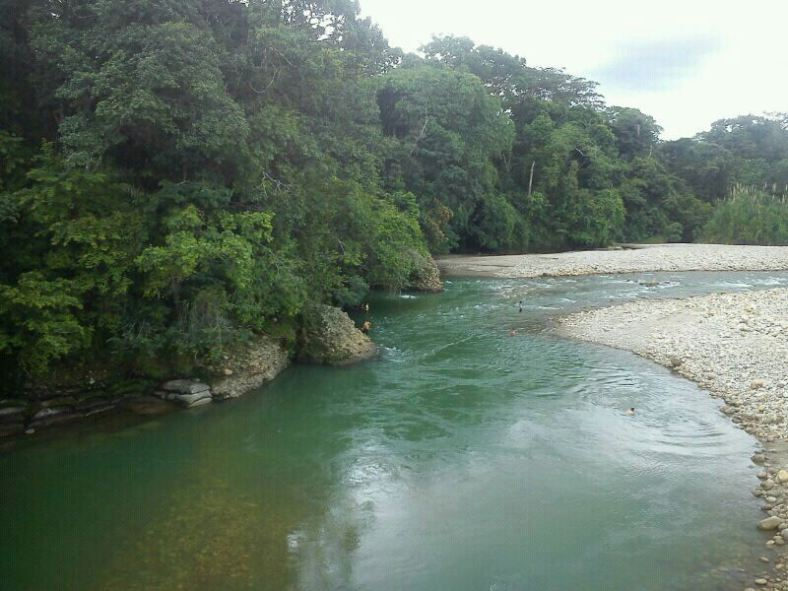
Río Túa.

Situado en el Piedemonte de la cordillera oriental, dista 105 km de la capital, Yopal por la vía marginal del Llano.
Geográficamente está entre los 4°55′  Lat N y 72°52′ de Long O de Greenwich. Presenta alturas que van desde los 300 m s. n. m. en las riberas bajas del Río Túa y casco urbano, hasta los 2.000 m s. n. m. en la Cuchilla Palmichal en límites con el departamento de Boyacá, con una temperatura promedio de 27 °C [cita requerida].

### Geomorfología

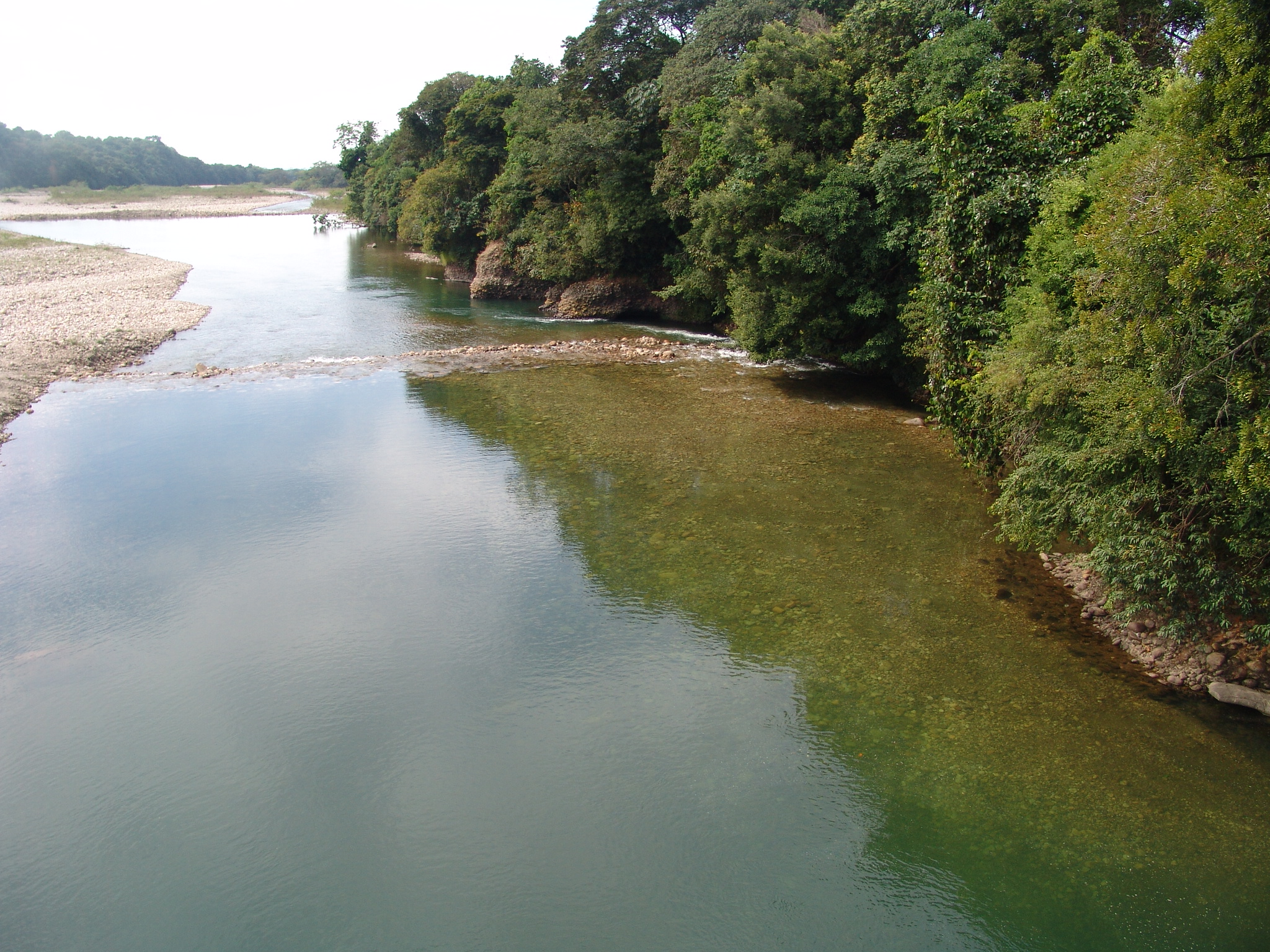
Río Túa.

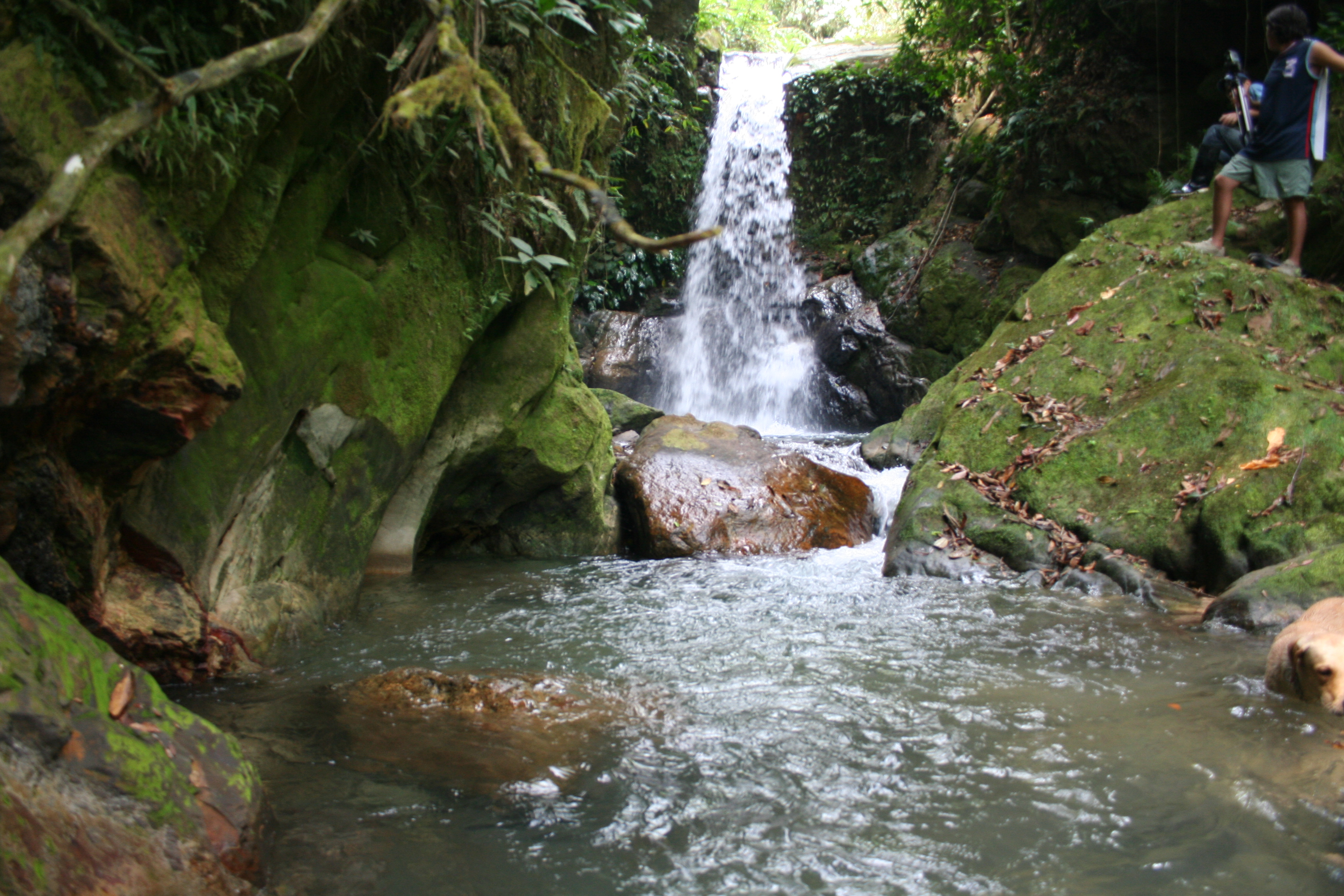
Cascada.

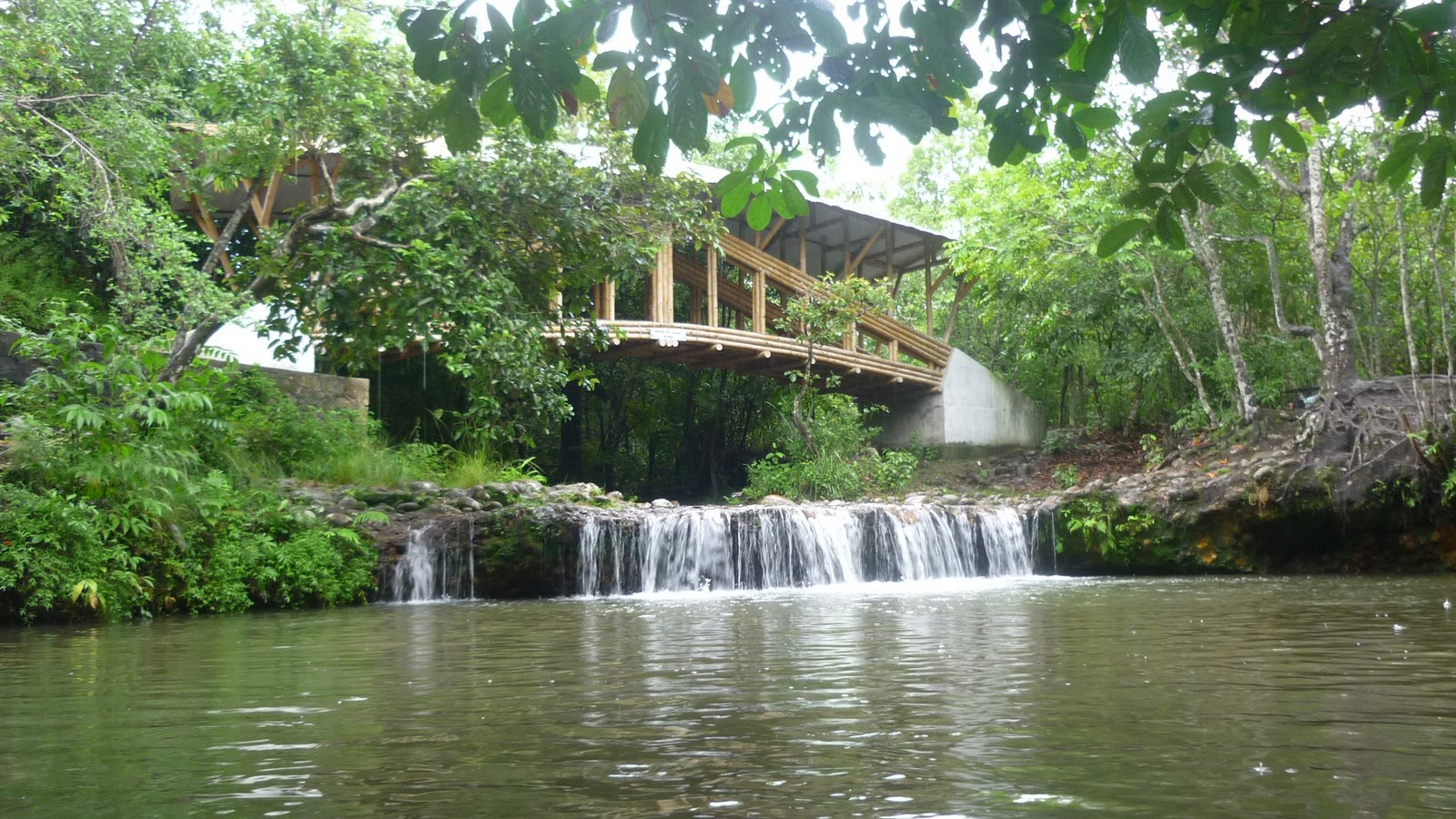
La Roca.

El municipio de Monterrey presenta un relieve variado, el cual ofrece una diversidad de paisajes de montaña, piedemonte, altiplanicie, lomerío y valle.

#### Paisaje de montaña
Corresponde a un sistema estructural plegado cuya altura y forma es originada por la acción de fuerzas tectónicas sobre un conjunto de rocas sedimentarias de diferente composición, las cuales están siendo afectadas por fenómenos denudativos.
Se ubica en la franja occidental del municipio. La topografía es abrupta debido a la actividad tectónica, con pendientes superiores a 45%. Con alturas entre 800 y 2000 m s. n. m., en la cuchilla El Palmichal y loma Guaneyes. En algunos sectores como en Guaneyes, Casical y Tierra Grata se presenta inestabilidad ocasionado por la actividad tectónica de la región [cita requerida].
El patrón de drenaje es de tipo subdendrítico, con una densidad de drenaje media, con canales rectos y cortos, altas pendientes, valles en "V" y una alta energía de carga, por lo cual hace que este tipo de paisajes sea erosivo.
Geomecánicamente, las rocas se comportan de manera competente, por su composición mineralógica (areniscas), poca humedad presente y presencia de suelos de tipo residual de poco espesor.
- Crestas Monoclinales: corresponden a formas alargadas a manera de cuchillas asimétricas que sobresalen por su altura dentro del sistema montañoso. Son escarpes cuyas laderas estructurales son regulares y poco disectados debido a la uniformidad y dureza de las rocas que lo conforman, correspondiendo a cuchillas alargadas de alta pendiente y filos asociados con los miembros areníticos de las formaciones Diablo Inferior (Tdi). Cuchilla Palmichal, Cuchilla.+

- Laderas Monoclinales: corresponden a laderas estructurales de pendiente alta que presentan formas erosionales a manera de lajas triangulares denominadas estructura chevron, originadas por la disección de un drenaje en enrejado o angular en rocas sedimentarias constituidas por intercalaciones rítmicas de estratos blandos y duros de arcillolita y arenisca respectivamente.

En Monterrey se caracteriza por presentar delgadas intercalaciones de arenisca y arcillolita de las formaciones Caja (Tc) y San Fernando (Tsf).
- Laderas Erosionales: corresponden a laderas estructurales de pendiente moderada, afectadas en mayor grado por fenómenos denudativos debido a la mayor presencia de suelos de ladera (suelos residuales y coluviones). El drenaje predominante es subparalelo.

#### Paisaje de piedemonte
Se encuentra a lo largo del borde del paisaje de montaña y lomerÍo, bordeando las lomas cuando estas entran en contacto con la llanura, presentan alturas entre 375 y 850 m s. n. m. . Se caracterizan por el alto modelado de los ríos, que da la apariencia "rasguñada" a este paisaje (drenaje subdendrítico y subparalelo) y una erosión fuerte por escurrimiento superficial y reptación.
Se presenta en forma de franjas estrechas con cambios bruscos de pendientes, como unidad de transición entre las zonas de altas pendientes representadas por el paisaje de montañas, y las zonas de bajas pendientes, representadas por los paisajes de lomerío [cita requerida]

#### Paisaje de altiplanicie

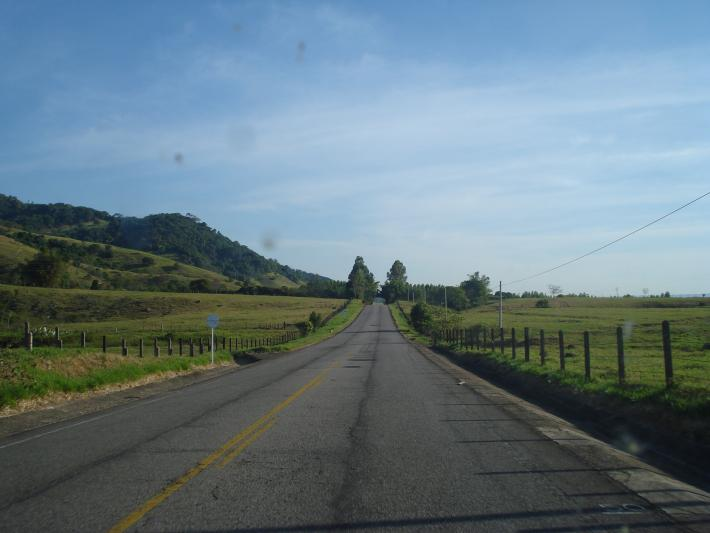
Paisaje en la vía

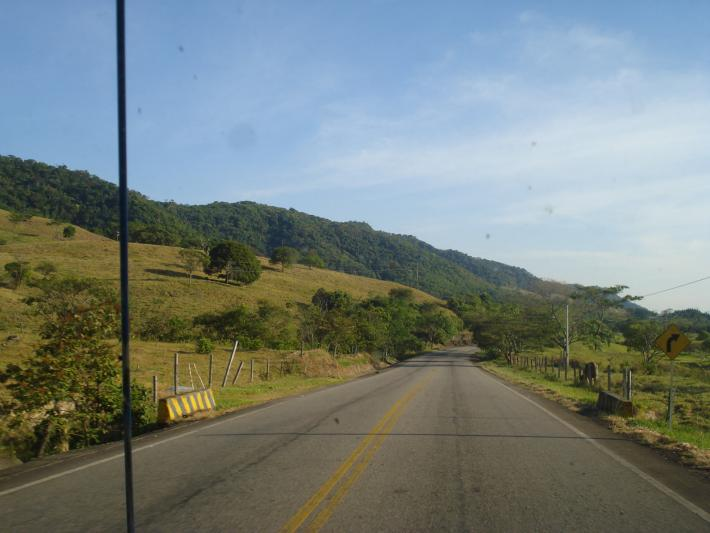
Paisaje en la carretera interdepartamental

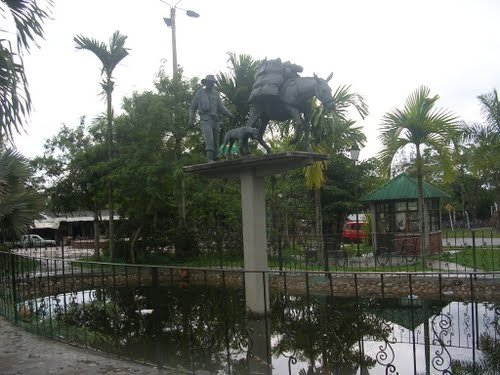
Parque de la Paz

Ubicado en la parte sur del área de estudio en su mayoría y algunas pequeñas áreas aisladas a lo largo de la zona, con alturas entre 300 y 600 m s. n. m.; está caracterizado por áreas planas, relativamente recientes, las cuales han sido levantadas y basculadas. Presenta escurrimiento difuso y erosión superficial laminar. Están rodeadas de terrazas disectadas. Se identifica principalmente la mesa de San Pedro, que presenta un patrón de drenaje dendritico y radial. Se caracteriza por una actividad neotectónica basculada en forma diferencial hacia la parte oriental [cita requerida].
En el sector más sureste se presentan altitudes que varían entre 500 y 300 m s. n. m. Su topografía se caracteriza por ser plana ondulada con pendientes hasta del 12%. Su litología presenta una superficie de gravas y cantos que cubren la formación caja. El drenaje es denso, dendrítico, o subparalelo. Se observa erosión regresiva muy activa, difusa y laminar que modifica significativamente su morfología [cita requerida].

#### Paisaje de lomerío
Se ubica en la zona oriental del municipio.  Posee un relieve heterogéneo caracterizado por colinas bajas poco quebradas a quebradas, con pendientes y abanicos disectados. El patrón de drenaje es subdendrítico en algunos sectores y rectangular en otras partes, donde está controlado por la presencia de discontinuidades y la intercalación de rocas duras y blandas, con densidad de drenaje de moderado a denso, canales que presentan una sinuosidad media por la divagación de los cauces, de longitud moderada, perfil con pendientes medias, valles en "U", más amplios que los valles de la zona montañosa, energía de transporte media a alta, lo cual hace que sean también de tipo erosional, menos activos que los drenajes del paisaje montañoso.
Sobre esta unidad de paisaje, se presenta una gran cantidad de fenómenos de remoción en masa activos de tipo deslizamiento y presencia de cicatrices de deslizamientos antiguos, los cuales se pueden ver reactivados por la alta sismicidad de la zona.

#### Paisaje de valle
Este paisaje se presenta a lo largo de los márgenes hídricos de los ríos Túa, Tacuya, Guafal y algunas quebradas. Consta principalmente de depósitos aluviales y terrazas bajas susceptibles a inundación en las partes bajas. Los drenajes se caracterizan por ser de órdenes más altos, ya que los valles son formados por colectores principalmente de todo el sector. En general los valles son más amplios, con presencias de terrazas asociadas, algunas más desarrolladas que otras. Los cauces presentan una sinuosidad media, con canales que se amplían una vez salen de la zona de paisaje montañoso y de lomerío, y fondo en forma de "U" y plana.
Como característica importante se tiene que es de tipo deposicional y no erosionan. Esto se ve representado en la presencia de barras de canal, barras de orilla y como se anotó anteriormente de terrazas.

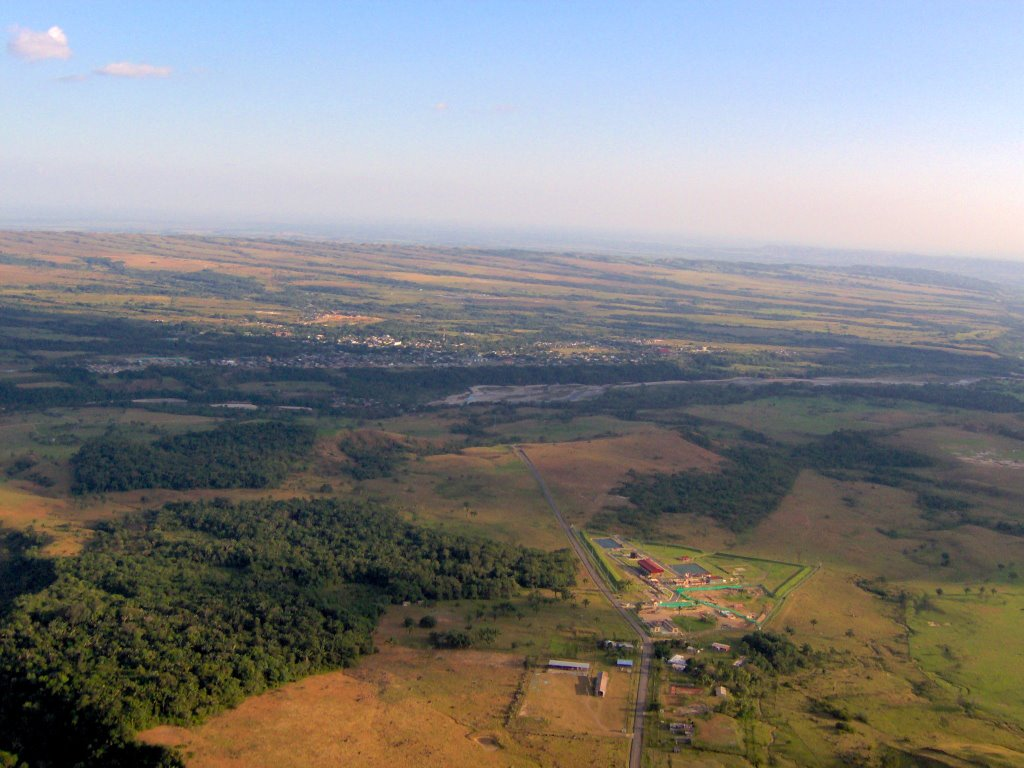
Panorámica de Monterrey desde la vereda el porvenir ubicada en la montaña

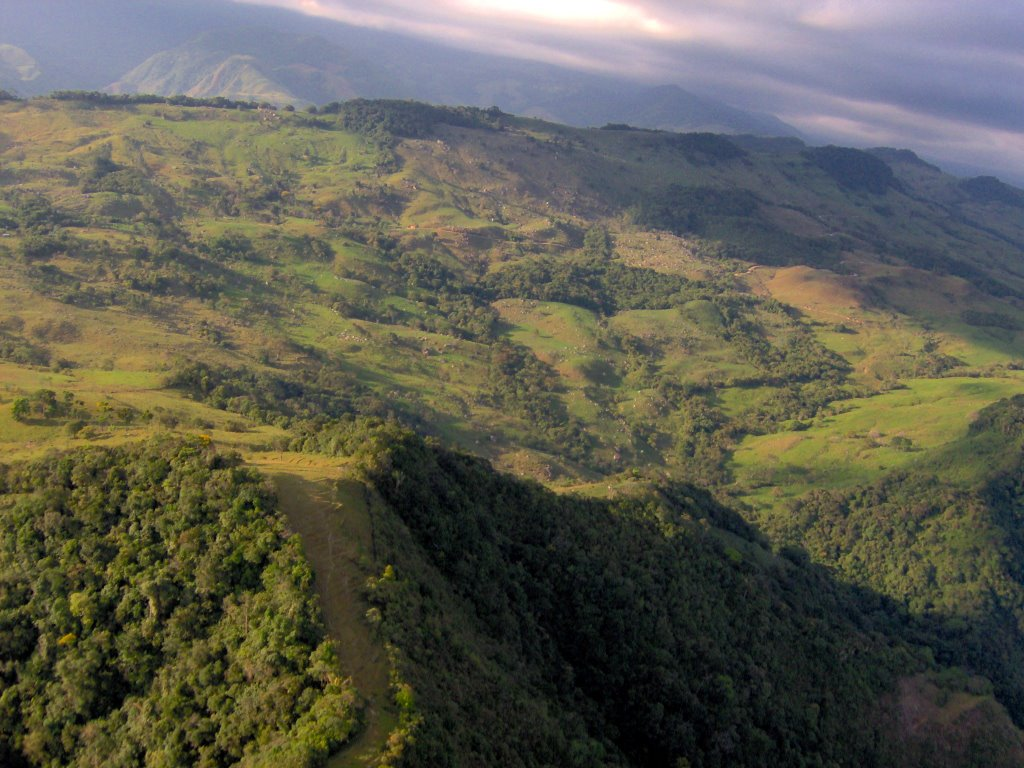
Montañas de Monterrey

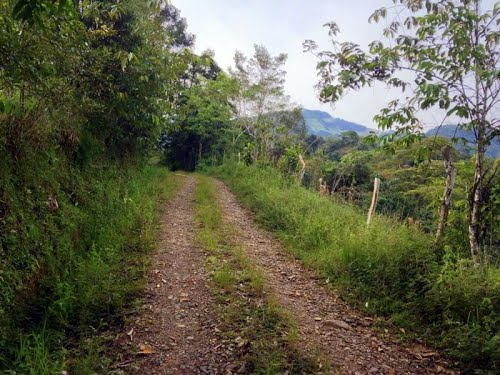
Caminos rurales

#### Paisaje de llanura
En el área de estudio se encuentra ubicada esta llanura en dos áreas pequeñas: el área Suroriental y Nororiental. Presenta depósitos de sedimentación de material fino, proveniente de los ríos originados en el área montañosa. Ocupa el terreno plano (Anexo 8, Foto N.º 2-5) (¿Ver mapa N.º 3?)[cita requerida]

## Flora y fauna

### Flora
La mayor parte de la cobertura vegetal nativa en el municipio, ha sido truncada por acción antrópica y en consecuencia coexisten aquí formaciones arbustivas, arbóreas y herbáceas.  El sotobosque está formado por numeroso arbustos, bejucos leñosos, plantas herbáceas y epífitas[cita requerida].  A continuación se enumeran las especies encontradas en sitios estratégicos:
- Villa Carola.  La vegetación característica del área se desarrolla en una franja de terreno que está por debajo de los 500 m s. n. m.  Ocupa sectores de los valles y piedemonte. Se encuentran relictos de bosques de galería, las especies predominantes en este tipo en la zona son :  caraño (Dacryodes sp), guarupayo (Tapirira sp), palma moriche (Mauritia flexuosa), totolito (Didymopanas morototoni), majaguillo (Terma sp), palma chuapo (Socratea exorrhiza), hobo (Spondias sp), trompillo (Guarea sp), en sitios de mayor influencia antrópica, por raleos y entresacas al bosque abunda la especie yarumo (Cecropia sp) [cita requerida].

- Vereda Buenavista.  Se encuentra relictos de bosques de galería.  Dentro de las especies reconocidas se encuentran :  caraño (Dacryodes sp), guarupayo (Tapirira sp), palma moriche (Maurita sp), tortolito (Didymopanas morototoni), mojaguillo (Trema sp), palma chonta, palma chuapo (Socratea exorrhiza) y hobo (Spondias sp)[cita requerida].

- El Porvenir. La vegetación natural de tipo arbustivo y arbóreo es muy escasa, limitándose a lo que se conoce como bosque de galería.  Esta formación vegetal se desarrolla con preferencia en las márgenes de los cuerpos de agua (caños y quebradas), en donde las condiciones ambientales como humedad constante a lo largo del ciclo hidroclímatico y un mejor desarrollo del suelo orgánico, determinan la permanencia de la cobertura vegetal que aún existente [cita requerida].

Con visita de campo se pudo determinar las especies más predominantes en la zona, encontrándose las siguientes: yarumo (Ceecropia sp), hobo (Spondias mombin), tuno (Miconia sp), gualanday (Jacaranda caucana), igual (Pseudosamanes guachapele) y flor amarillo entre otras [cita requerida].

### Fauna

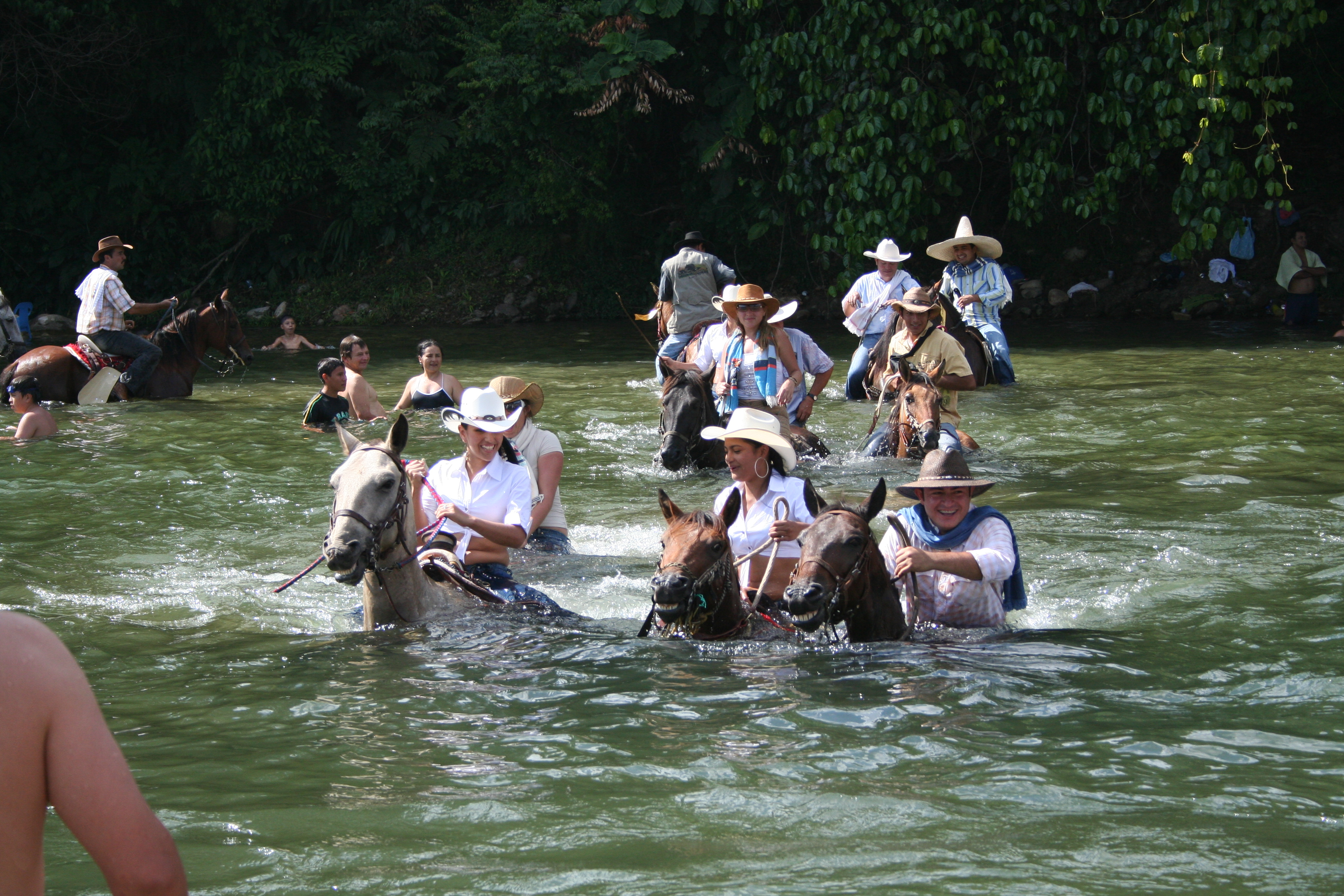
Cruzando el río Tùa a caballo

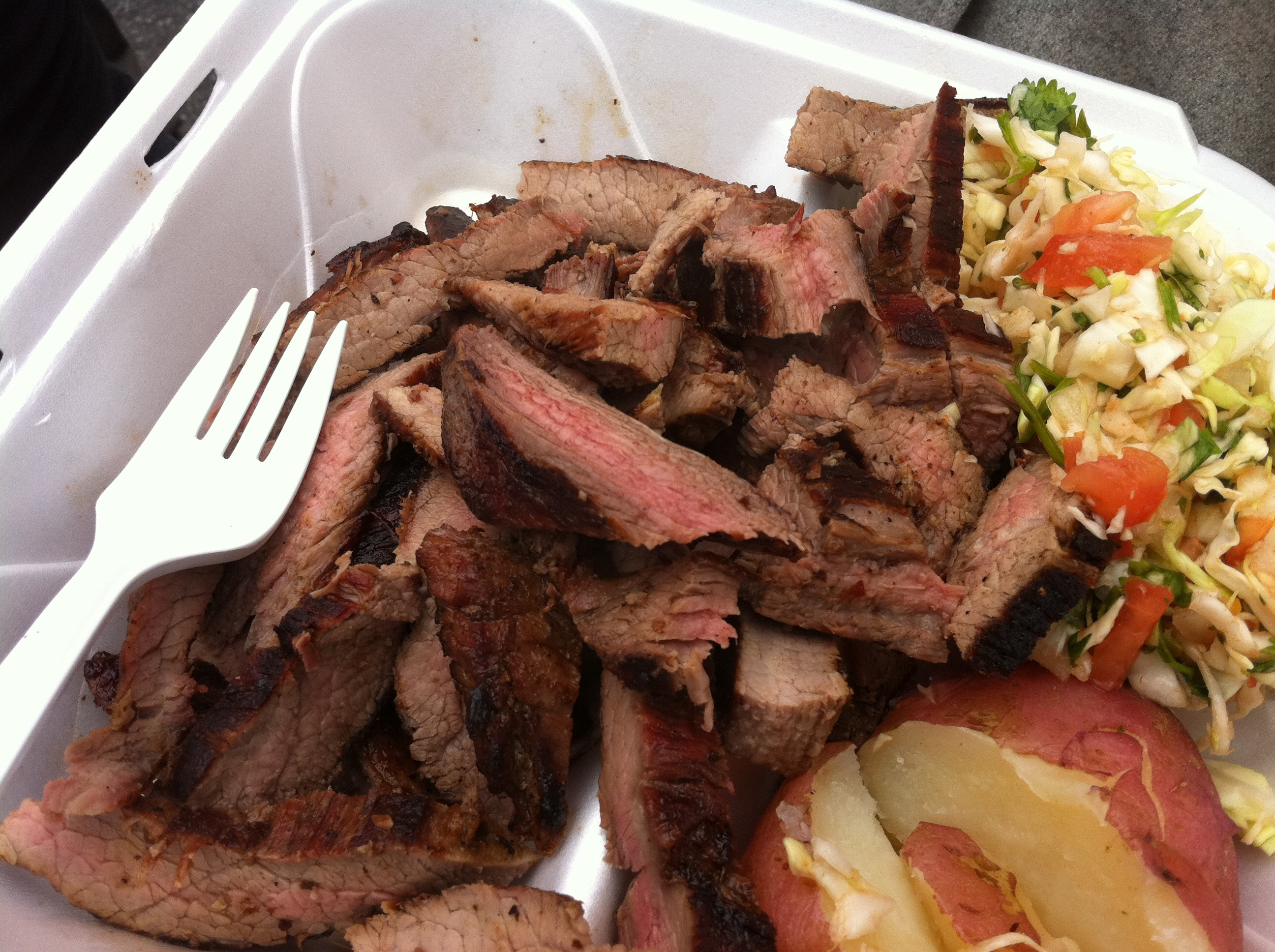
Comida LLanera

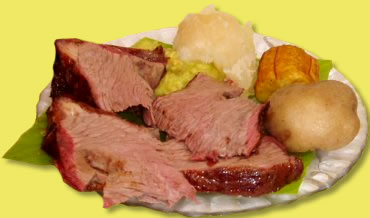
Comida

El municipio de Monterrey al igual que la mayor parte del piedemonte llanero presenta una fauna silvestre muy escasa, debido a la caza y a la intensa intervención del hombre sobre los bosques y ecosistemas , convirtiendo su hábitat natural en potreros y cultivos agrícolas, generando la extinción y migración de la fauna silvestre hacia otros lugares.

#### Ictiofauna

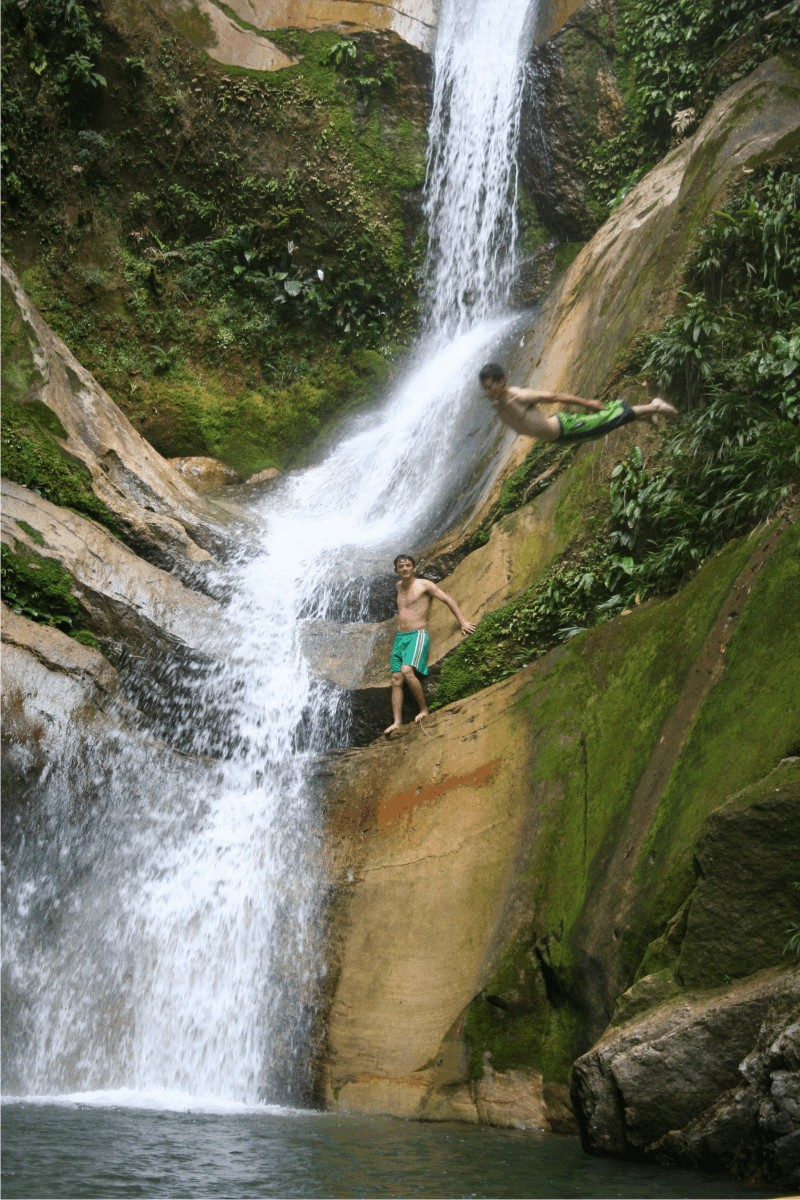
Cascada Natural

La alta intervención antrópica sobre las cuencas, especialmente la tala de bosques de galería y bosques protectores, han afectado los caudales y disminuido los hábitats y oferta de alimento para las diferentes especies de ictíofauna características de estos cuerpos de agua. Estas condiciones producen el desplazamiento de las poblaciones ícticas aguas abajo hacia sistemas de mayor tamaño y de condiciones ambientales más estables [cita requerida].
Entre las especies que se observan con más frecuencia están : perro de monte (Eira barbara), cachicamo (Dasypus novencinctus), lapa (Agouti paca), tintín, (Dasyprocta fuliginosa), ardilla (Sciurus granatensis), ratón de monte (Proachymis urichi), puerco espín (Coendou prehensilis), venado (Mazama americana), zorro sabanero (Crisocyon brachyurus), cachicamo sabanero (Dasypus sabanicola), venado (Odocoileus virginianus). Se encuentran también tigrillos,  tigres, canaguaros y otras especies de felinos que están en la cima de la cadena alimenticia.

#### Aves
Se encuentran las siguientes especies de aves : garzas, corocoras, mirlas, arrendajos, garza morena, gavan, alcaravanes, azulejos, loros, mochileros, gavilanes, garrapateros, torcazas, perdices, samuros, entre otros.
La avifauna de la región es la que presenta mayor abundancia por su adaptación a las condiciones antrópicas. Hay especies típicas de zonas abiertas, rastrojos bajos, rastrojos altos, bosques secundarios, etc. Las especies más frecuentes en el municipio son : gavilán grillero (Buteo magnirostris), halcón garrapatero (Milvago chimachima), aura cabeciroja (Cathartes aura), gallinazo (Coragypis atratus) [cita requerida].
Entre las especies de zonas abiertas se encuentra la perdiz (Colinus cristus), paloma naguiblanca (Zanaida auriculata), tortolita roja (Columbina talpacoti), periquito (Forpus conspicillatus), bichajue (Pitangus sulphuratus), tijereto (Tyrannus savana), atrapamoscas (Mylozetetes cayenensis), golondrina (Tachicineta albiventer), mirla blanca (Mimus gilvius).  Entre las especies que se encuentran con mayor frecuencia en los bosques secundarios y rastrojos altos están el toche (Icterus nigrogularis), oropendolá (Psarocolius viridis), azulejo (Thraupis episcopus) y el cardenal (Rampocelus carro) [cita requerida].

#### Reptiles
La herpetofauna varía con la complejidad del hábitat. A lo largo de las riberas de los caños se encuentran algunas especies de serpientes acuáticas tales como Hydrodynastes bicintus, Helicops angulatus, Hydrops triangularis, Eunectes murinus ; también es frecuente encontrar las serpientes bejucas Oxybelis aeneus, Imantodes senchoa y algunas cazadoras como Clelia clelia, Chironius carinatus, Pseudeste sulphureus [cita requerida].
En otros hábitats se pueden observar otras serpientes tales como la Boa constrictor, Botrhopos atrox, Corallus enhydris, Entodeira anulata, Leptophiae acetulla, Mactigodryac bifontuo, Mioruruo izocenus, Oxhipepus petola, etc. Se observan algunos lagartos tales como Ameiva ameiva, Apolis auratus, Cnemidophorus lemniscatus, Gonatades humeralis e iguana [cita requerida].

#### Anfibios
La zona de Monterrey también alberga unas especies de anfibios anuros adaptados a situaciones extremas de carencia y abundancia del régimen climático como es el caso de Physalaemus pustulosus, Ololygon wandae, Leptadactylus fuscus, Plauroderma brachypos, Phyllomedusa hypocondrialis, Hyla mattiasoni, Hyla microcephala, Hyla punctata, Hyla microcepta, Hyla rubra, Pseudipaludicola llanera [cita requerida].

#### Mamíferos
Los más comunes son el armadillo, chigüiro, lapa, venado, oso palmero, oso hormiguero, oso perezoso, murciélago, ardillas, faras, zorros y picures entre otros.

## Atractivos naturales

### Río Túa
Ubicado a 1 km de Monterrey, sobre la vía a Villanueva. Nace en la vereda de Cacical.La profundidad del río Túa varía dependiendo del régimen de lluvias como de sequía. 

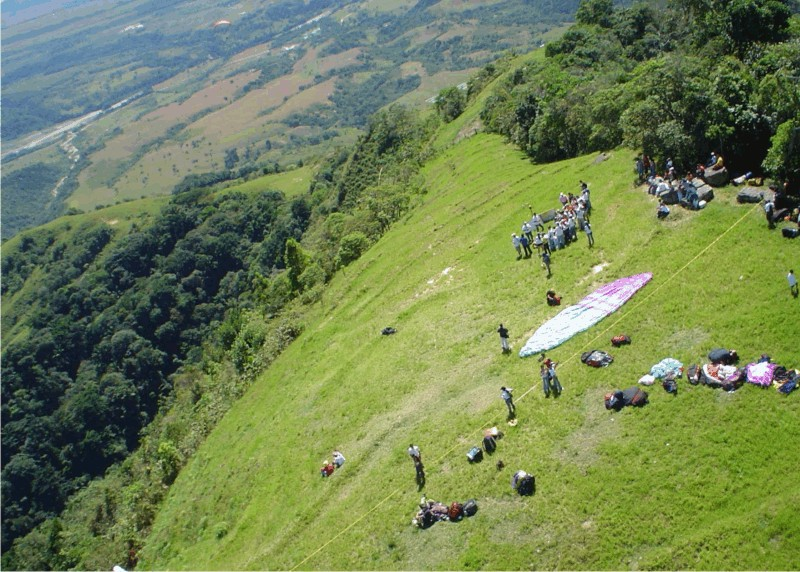
Prácticas de parapente

 En cuanto al ancho, en general, en los primeros 34 km (2000 - 1500 m s. n. m.), es de dimensiones muy variables con valores hasta de 4,5 m; hacia la parte media (1500 - 400 m s. n. m.), alcanza un promedio de 25 m y en la parte de baja (llanura) alcanza promedios de 60 m.

### Cascada La Algarroba
En el piedemonte se pueden apreciar las cascadas del municipio de Monterrey, entre las más importantes destacamos aquellas conocidas como Cascadas Las Algarrobas.

### El Voladero
Se denomina así a un sitio sobre el piedemonte de la región. Allí se realizó la II Válida Para el Circuito Colombiano de Parapente Copa Monterrey 2008.

## Cultura y folclor local

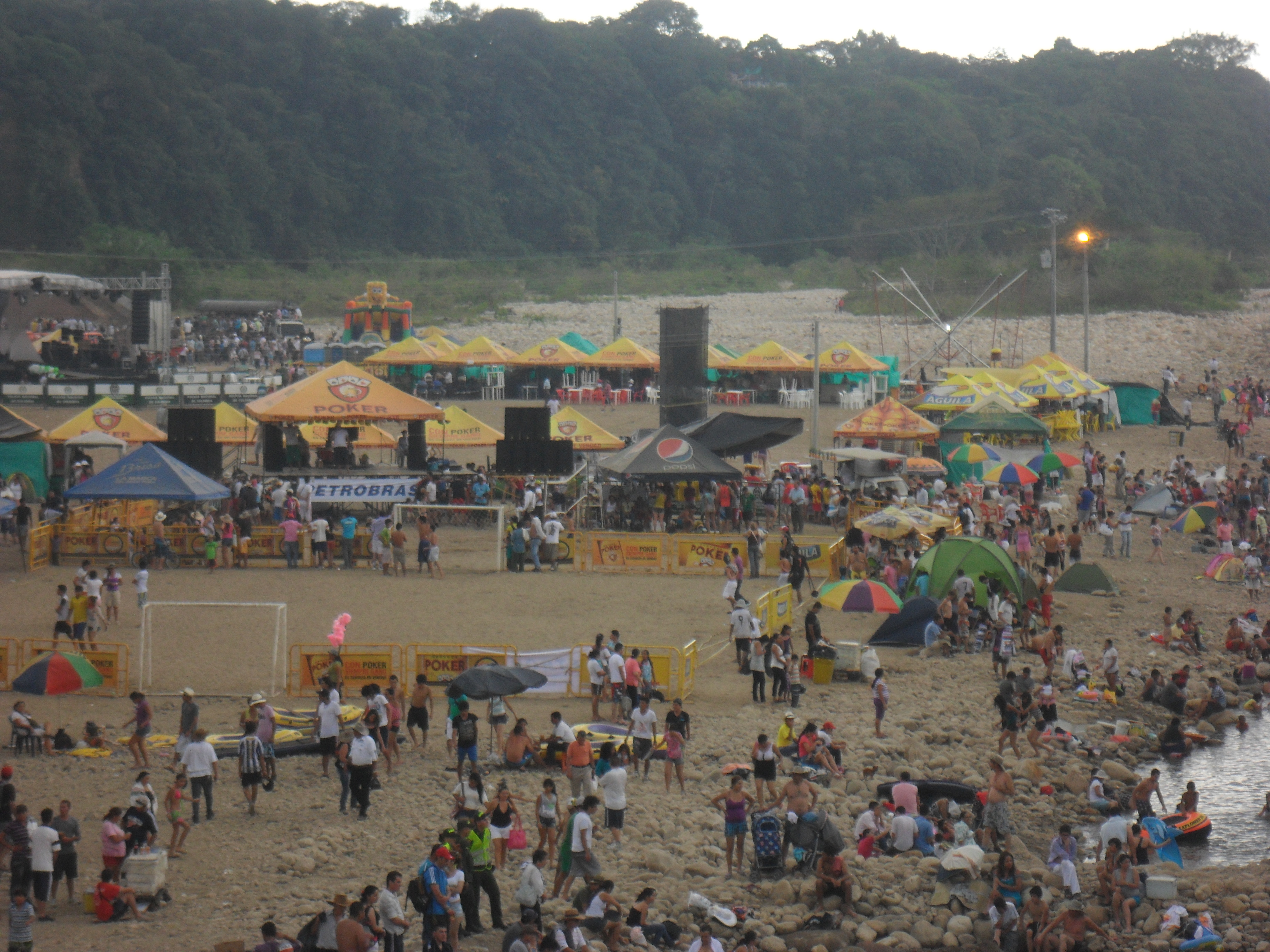
Festival de Verano

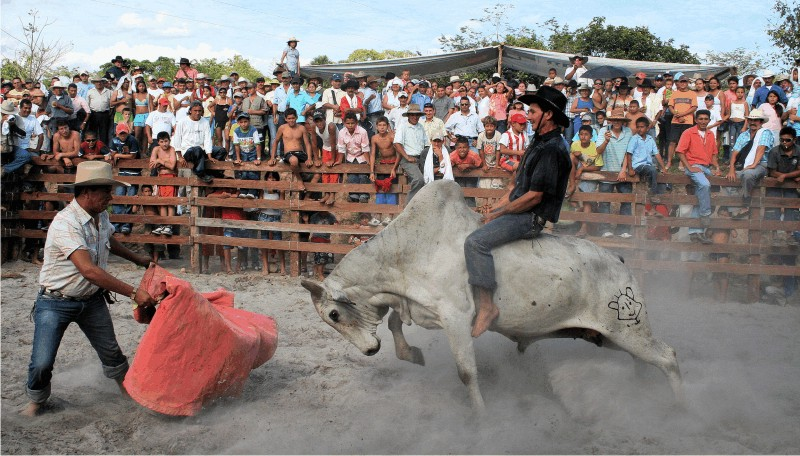
Toreo de playa

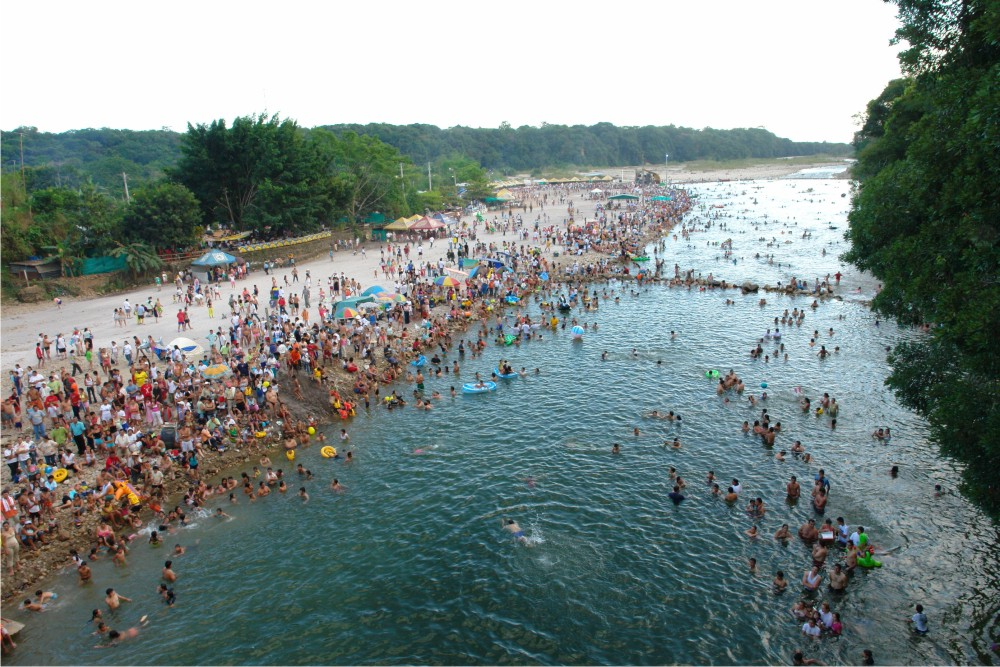
Los habitantes de Monterrey y los turistas disfrutando de las refrescantes aguas del río Tùa

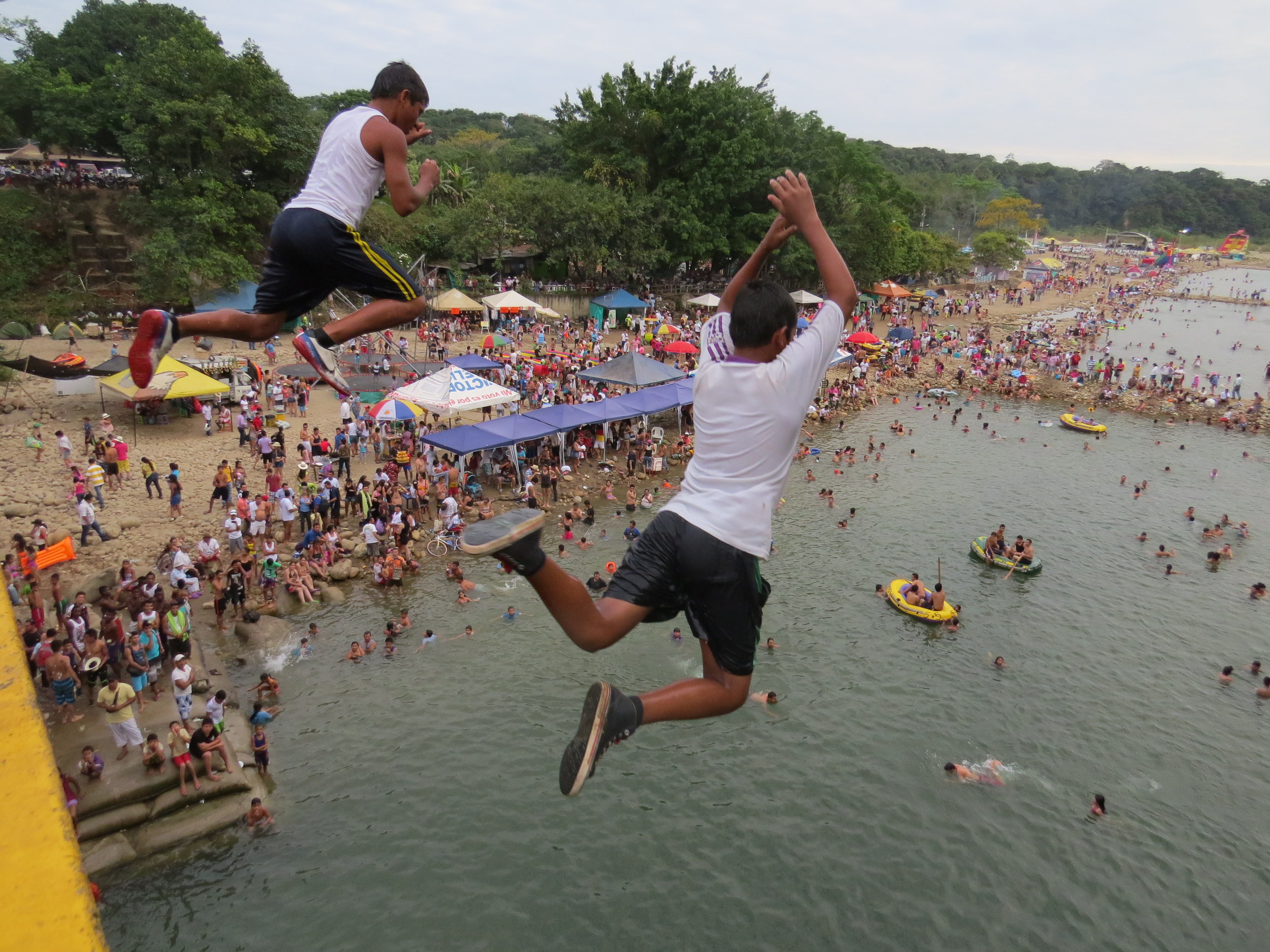
Festival de Verano

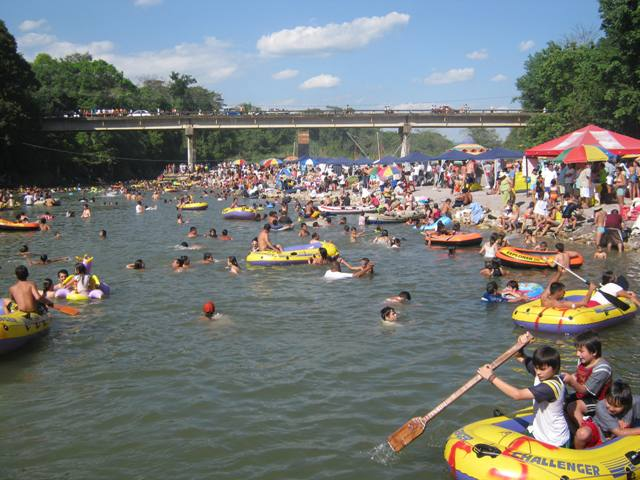
Festival de verano

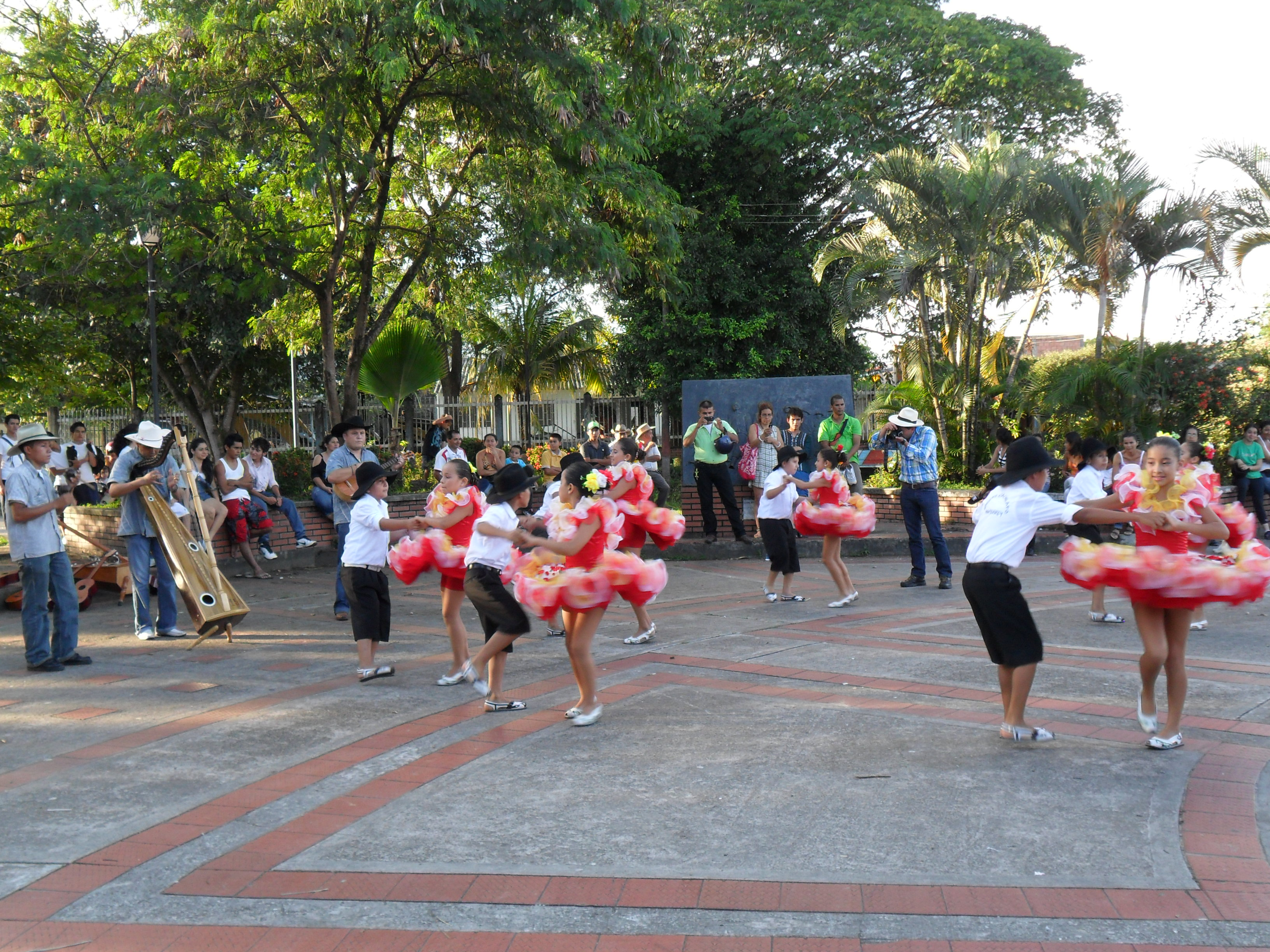
Folclor LLanero

Circunscritos dentro de la cultura llanera, musicalmente se acostumbra el joropo y el pasaje con sus variaciones.

### El Festival de Verano
Se celebra desde el año 1997 en las playas del río Túa. Se acostumbra realizar actividades de deportes de playa, deportes de aventura, trabajo de llano y coleo. Se cuenta con la presentación de grupos musicales de la región, folcloristas y orquestas.

## Vías de acceso
Se accede a Monterrey entrando por la Troncal del Llano desde el departamento del Meta, se puede utilizar la carretera Alterna al Llano por el departamento de Boyacá (Guateque, Sisga, y Tunja), y también la carretera del Cusiana que conecta con Sogamoso (Boyacá).